# Parc 1
Le complexe Parc 1 est un ensemble de deux gratte-ciel de 338 et 260 mètres en construction à Séoul en Corée du Sud. Leur achèvement est prévu pour 2020.
Le projet est confié à Samsung C&T pour la maîtrise d'œuvre et au cabinet d'architecture Rogers Stirk Harbour + Partners pour le design.